# Alfa Romeo 415T
Der Alfa Romeo 415T ist ein Rennsportmotor, den der italienische Automobilhersteller Alfa Romeo für den Einsatz in der sogenannten Turbo-Ära der Formel 1 Mitte der 1980er-Jahre konstruierte. Das Projekt wurde von Alfa Romeos Rennsportabteilung Autodelta (später: Alfa Corse) geführt. Der Motor entstand in einer Phase des unternehmerischen Umbruchs bei Alfa Romeo, die mit mehreren Änderungen des Reglements zusammenfiel. Letztlich kam der 415T nie bei einem Weltmeisterschaftslauf zum Einsatz: Zwar gewann Alfa Romeo die französische Équipe Ligier als Kundenteam für die Saison 1987; wenige Wochen vor dem avisierten ersten Rennen zog Alfa Romeo den Motor aber spontan zurück.

## Entstehungsgeschichte
Der Mailänder Automobilhersteller Alfa Romeo unterhielt nach dem Zweiten Weltkrieg ein erfolgreiches Motorsportteam, das mit Giuseppe Farina (1950) und Juan Manuel Fangio (1951) die ersten Formel-1-Weltmeister stellte. Mit der Neuausrichtung des Unternehmens von einem Luxus- zu einem Großserienhersteller zu Beginn der 1950er-Jahre war auch Alfa Romeos Rückzug aus dem Grand-Prix-Sport verbunden. Nach einigen kurzlebigen Versuchen mit McLaren (1970) und March (1971) kehrte die seinerzeit noch zum Staatskonzern IRI gehörende Traditionsmarke Alfa Romeo mit Beginn der Saison 1976 zunächst als Motorenlieferant für Brabham und 1979 dann auch als Werksteam mit eigenem Auto in die Formel 1 zurück. Ab 1983 ging Alfa Romeo mit Turbomotoren an den Start. Der von Carlo Chiti konstruierte aufgeladene Achtzylindermotor 890T galt als schwer, komplex und verbrauchsintensiv und fuhr in sechs Jahren mit zwei Teams insgesamt nur 31 Weltmeisterschaftspunkte ein. Nach einer erfolglosen, teilweise als chaotisch bezeichneten Saison 1985 zog sich Alfa Romeo aus der Formel 1 zurück; lediglich Kunden-890T für Osella wurden weiterhin gewartet, veralteten aber zunehmend.
Schon wenige Monate nach dem Debüt des 890T begann Alfa Romeo mit der Entwicklung eines komplett neuen Turbomotors mit vier Zylindern. Die Entscheidung wurde vom Erfolg des entsprechend ausgelegten M12/13 von BMW beeinflusst, in geringerem Maße auch von dem ebenfalls als Vierzylinder entworfenen 415T von Hart. Der Motor erhielt die Bezeichnung Alfa Romeo 415T. Die ersten Entwicklungsansätze gingen noch auf Carlo Chiti zurück; ab 1985 verantwortete Gianni Tonti die Konstruktion.
Anfängliche Pläne gingen von einem Einsatz des 415T ab 1985 aus. Das ließ sich nicht einhalten. Wegen „fundamentaler Probleme“ in der Konstruktion verzögerte sich die Fertigstellung erheblich. Obwohl Alfa Romeo den Betrieb seines Formel-1-Teams mit Ablauf der Saison 1985 einstellte, wurde die Entwicklung des 415T fortgesetzt. Erst in der zweiten Hälfte des Jahres 1986 war der Motor einsatzbereit.
Im Juli 1986 schloss Alfa Romeo mit dem französischen Team Ligier einen Vertrag über die Lieferung des 415T ab 1987. Alfa Romeo und Ligier bereiteten gemeinsam die kommende Saison vor. Zu einem Renneinsatz kam es jedoch nicht, weil Alfa Romeo kurzfristig die Zusammenarbeit mit Ligier beendete.

## Bezeichnung
Die Bezeichnung 415T leitet sich aus verschiedenen Konstruktionsmerkmalen des Motors ab. Die „4“ steht für die Zylinderzahl, die „15“ für 1,5 Liter Hubraum und das „T“ für Turbo.

## Beschreibung
Der Alfa Romeo 415T war in allen Details eine Neukonstruktion. Er übernahm keine Merkmale des alten Achtzylindermotors. Anders als beim 890T waren die Konstrukteure nicht gehalten, Anbauteile von Alfa-Romeo-Tochterunternehmen oder anderen italienischen Staatsbetrieben zu verwenden. So konnten statt der Turbolader von Avio und der Einspritzanlage von Spica, die sich beim 890T jeweils als problematisch erwiesen hatten, Komponenten internationaler Hersteller zugekauft werden.
Der Alfa Romeo 415T ist ein Reihenvierzylindermotor. Sein Hubraum beträgt 1499,7 cm³ (Bohrung × Hub: 92 × 56,4 mm). Die Bohrung ist größer als die der Vierzylindermotoren von BMW (89 mm) und Hart (88 mm). Der Motor hat zwei obenliegende Nockenwellen, die von einem Zahnriemen angetrieben werden. Die Einspritzanlage kam von Bosch. Anfänglich war der Motor mit einem einzelnen Turbolader von KKK ausgestattet; in der zweiten Jahreshälfte 1986 wurde die Konstruktion auf zwei kleine Turbolader von Garrett umgerüstet.
Prüfstandtests vom Herbst 1985 ergaben eine Motorleistung von 780 bis 820 PS, was nur geringfügig über der des alten 890T lag; allerdings verringerte sich der Verbrauch im Vergleich zum 890T um fünf bis sieben Prozent. Im Herbst des folgenden Jahres erreichte der Motor mit einem einzelnen KKK-Turbolader 830 PS, zum Ende des Jahres 1986 gab Alfa Romeo beim Betrieb mit zwei Garrett-Turboladern 900 PS an.
Der 415T war als tragendes Bauteil konstruiert. Er war 30 kg leichter als der alte 890T, und sein Zusammenbau dauerte nur halb so lange wie beim 890T.

## Partnerschaft mit Ligier

### Vorlauf
Anfängliche Pläne gingen von einem Einsatz des 415T im Alfa-Romeo-Werksteam ab 1985 aus. Wegen Verzögerungen in der Entwicklung ließ sich das nicht einhalten. Weil Alfa Romeo das Werksteam Ende 1985 – deutlich vor Einsatzbereitschaft des 415T – aufgab, kam der neue Motor nicht mehr in einem Alfa-Romeo-Chassis zum Einsatz. Seit Anfang 1986 führte Alfa Romeo Gespräche mit potentiellen Kundenteams. Das Turiner Team Osella Corse, das nach wie vor den alten 890T verwendete, schied frühzeitig aus; Osella war nicht in der Lage, die Kosten für den 415T aufzubringen. Im Laufe der Saison 1985 bemühte sich Alfa Romeo um den britischen Rennstall Toleman, der in diesem Jahr ebenso wie Alfa Romeo selbst von Benetton gesponsort wurde. Letztlich wurde daraus nichts. In der Saison 1986 konzentrierte sich der Bekleidungshersteller ausschließlich auf das Toleman-Team, das er übernahm und mit BMW-Motoren versorgte.
Im Mai unternahm Giorgio Francia auf Alfa Romeos Teststrecke in Balocco die erste Ausfahrt eines Prototyps des 415T, der in ein modifiziertes 185T-Chassis eingebaut war.

### Dreijahresvertrag ab 1987
Im Juni 1986 ergab sich schließlich eine Verbindung mit der Équipe Ligier aus Vichy, die bislang Renault-Motoren verwendete, ab 1987 aber wegen Renaults Rückzug aus der Formel 1 künftig einen neuen Motorenlieferanten brauchte. Die Zusammenarbeit von Alfa Romeo und Ligier war auf drei Jahre angelegt, umfasste also die Weltmeisterschaften 1987, 1988 und 1989. Alfa Romeo verpflichtete sich zur Lieferung von 20 Motoren pro Saison und vollumfänglichem Service. Teil der Vereinbarung war außerdem die Verpflichtung des italienischen Rennfahrers Piercarlo Ghinzani, der bislang für Alfa Romeos Kundenteam Osella gefahren war.

### Saisonvorbereitung 1987
Im September 1986 kam es in Balocco zu einer ersten Testfahrt mit Ligier-Beteiligung, die René Arnoux – wiederum mit einem Alfa-Romeo-Chassis – durchführte.
In der zweiten Jahreshälfte konstruierte Ligier für den Alfa-Romeo-Motor ein neues Chassis, das die Bezeichnung JS29 erhielt. In der ursprünglichen Version war der JS29 auf die mit einem einzelnen Turbolader ausgestattete Variante des 415T-Motors ausgelegt. Alfa Romeos Entscheidung aus dem Herbst 1986, statt eines großen zwei kleine Turbolader zu verwenden, veränderte die Dimensionen des Motors und machten kurzfristige Änderungen am JS29-Chassis erforderlich, sodass das erste Auto erst Ende Januar 1987 einsatzbereit war.
Am 29. Januar 1987 kam es auf dem Circuit Paul Ricard zum Shakedown des Ligier JS29-Alfa Romeo. Am ersten Tag legte Arnoux 10 Runden zurück, am darauf folgenden nur zwei, am dritten 51 Runden. Dabei kam es zu mehreren Motor- und Getriebeschäden. Arnoux beklagte neben der fehlenden Zuverlässigkeit vor allem schlechtes Ansprechverhalten bei niedrigen Geschwindigkeiten. Eine Woche später waren einige Testtage auf dem spanischen Circuito de Jerez vorgesehen. Ligier war dort mit dem einzigen fertiggestellten JS29 präsent. Nach nur 10 Runden fielen die Bremsen aus, sodass Arnoux in die Leitplanken prallte und den Wagen so weit beschädigte, dass die Testfahrten nicht fortgesetzt werden konnten. Anfang März absolvierte Ligier als einziges Team in Monza weitere Testfahrten. Ghinzanis beste Rundenzeit lag bei 1:31:07 Minuten; sie hätte beim Großen Preis von Italien des zurückliegenden Jahres für eine Qualifikation für den 25. Startplatz gereicht. Am 25 und 26. März 1987 – etwa zwei Wochen vor dem ersten Weltmeisterschaftslauf der Saison 1987 in Brasilien – testeten Ligier und Alfa Romeo in Imola, wo der zweite Weltmeisterschaftslauf Ende April stattfinden sollte. Hier kam es zu „zahllosen Motor- und Turboladerdefekten“, und Ghinzanis beste Rundenzeit war so schlecht, dass das Team mit ihr beim Großen Preis von San Marino vier Wochen später an gleicher Stelle die Qualifikation verpasst hätte. Beobachter bemerkten Entsetzen und Planlosigkeit bei Alfa Romeo und bei Ligier.
Am Ende des zweiten Testtags von Monza gab Arnoux ein Interview, in dem er deutliche Kritik an Alfa Romeo äußerte: „Die Situation ist desaströs; der Motor bereitet ununterbrochen Probleme.“ Außerdem war Arnoux der Auffassung, Alfa Romeo stelle dem Team nicht genügend Mitarbeiter zur Verfügung, und das Auftreten Alfa Romeos sei generell unprofessionell. Guy Ligier und Ghinzani distanzierten sich am folgenden Tag öffentlich von Arnoux’ Kritik.

### Beendigung durch Alfa Romeo
Am 27. März 1987 erklärte Alfa Romeo die Beziehung zu Ligier für unverzüglich beendet. Alfa Romeo würde dem Team keine Motoren für die Weltmeisterschaft 1987 zur Verfügung stellen. Offizieller Auslöser war René Arnoux’ am Vortag öffentlich geäußerte Kritik, die Alfa Romeo für rufschädigend hielt und die das Vertrauensverhältnis zu Ligier zerstört habe.
Nach erfolglosen Versuchen, Alfa Romeo umzustimmen, machte das Ligier-Team Anfang April 1987 eine Klage gegen den Motorenhersteller anhängig, mit der es Schadensersatz forderte. Alfa Romeo bot Ligier daraufhin sechs Motoren für die ersten drei Saisonrennen an, bis das Team eine Alternative gefunden habe; im Gegenzug sollte Ligier auf rechtliche Schritte gegen Alfa Romeo verzichten. Ligier ging nicht auf das Angebot ein. Ligier musste daraufhin den Großen Preis von Brasilien auslassen. Das Team organisierte kurzfristig Ersatzmotoren von Megatron, für deren Einsatz der JS29 binnen weniger Wochen zum Interimsmodell JS29B umgebaut wurde, mit dem das Team beim zweiten Saisonrennen in Imola debütierte. Eine verbesserte Version erschien in Frankreich als JS29C.

## Scheitern des Projekts
Offizieller Anlass für den Bruch der Beziehung zu Ligier waren Arnoux’ kritische Äußerungen zu Alfa Romeo im Allgemeinen und zum 415T im Besonderen.
In der Motorsportliteratur herrscht Einigkeit darüber, dass dies für Alfa Romeo lediglich eine „Ausrede“ oder ein „willkommener Vorwand“ war, um sich aus der Formel 1 zurückzuziehen. Vieles spricht dafür, dass Alfa Romeo jedenfalls ab Herbst 1986 das Projekt nur noch unwillig betrieben hatte. Als tatsächliche Gründe werden veränderte Rahmenbedingungen angeführt, die das Formel-1-Engagement Alfa Romeos insgesamt als unerwünscht erscheinen ließen.
Zentraler Wendepunkt war danach die Übernahme Alfa Romeos durch den Fiat-Konzern, die im November 1986 – vier Monate nach dem Vertragsschluss zwischen Alfa Romeo und Ligier – vollzogen wurde. Fiat war aber bereits mit seinem Tochterunternehmen Scuderia Ferrari in der Formel 1 vertreten. Alfa Romeos Formel-1-Engagement als Motorenlieferer ließ erwarten, dass ab 1987 zwei Zweige des gleichen Unternehmens mit eigenständigen Produkten in der gleichen Serie gegeneinander antreten würden, ohne dass sich dabei Möglichkeiten für Synergien ergeben würden. Eine Distanzierung zeichnete sich bereits im Januar 1987 anlässlich der ersten Testfahrten des Ligier-Alfa in Paul Ricard ab, als ein Alfa-Romeo-Vertreter der Presse erklärte, der Schwerpunkt des sportlichen Engagements von Alfa Romeo werde künftig in der Tourenwagen-Weltmeisterschaft liegen.
Abgesehen von der Furcht vor einer Doppelgleisigkeit in der Formel 1 wollte Fiat auch eine Rufschädigung durch den erkennbar nicht konkurrenzfähigen Alfa Romeo 415T vermeiden. Schließlich spielte auch eine unvorhergesehene Regeländerung eine Rolle: Im Oktober 1986 – einen Monat vor der Übernahme Alfa Romeos durch Fiat – hatte die FIA die Konstrukteure der Formel 1 mit der kurzfristigen Entscheidung überrascht, ab 1987 neben den Turbos wieder herkömmliche Saugmotoren zuzulassen; zudem wurde ein Verbot aufgeladener Motoren ab der Saison 1989 angekündigt. Damit war klar, dass Alfa Romeos 415T allenfalls zwei Jahre zum Einsatz kommen würde und die Möglichkeiten der wirtschaftlichen Amortisierung begrenzt waren.